# 활동사진 (애니메이션)
《활동사진》(일본어: 活動写真) 또는 《마쓰모토 프래그먼트》(일본어: 松本フラグメント)라고도 불리며, 메이지 시대에 제작된 일본의 애니메이션 필름 스트립으로, 현재까지 알려진 가장 오래된 일본 애니메이션 작품이다. 제작자는 알려져 있지 않다. 각종 증거에 따르면, 이 작품은 1907년부터 1912년 사이에 제작된 것으로 보이며, 서양 애니메이션이 일본에 소개되기 이전에 만들어졌을 가능성이 있다. 2005년 교토에서 발견된 필름과 영사기 컬렉션 속에서 이 작품이 다시 발견되었다.

## 개요
초당 16프레임(fps)의 속도로 재생되는 3초 분량의 영상으로, 셀룰로이드 상에 그려진 50프레임 분량의 만화적 이미지가 연속적으로 구성되어 있다. 내용은 세일러복을 입은 소년이 한자로 《활동사진》(活動写真)이라고 오른쪽에서 왼쪽으로 써내려간 후, 관람자 쪽을 향해 돌아서서 모자를 흔든 뒤 경례를 하는 장면으로 이루어져 있다. 이 작품의 원제는 알려져 있지 않으며, 활동사진이라는 명칭은 가칭이다.
이 작품은 전통적인 애니메이션과는 달리, 각 프레임이 촬영에 의해 제작된 것이 아니라 스텐실을 이용해 형판으로 찍어낸 것이다. 이는 갓파반(合羽版)이라 불리는 환등기 슬라이드 제작 기법으로 이루어졌다. 35mm 필름 위에 그려진 그림은 적색과 흑색으로 표현되어 있으며, 루프 재생이 가능하도록 필름의 양 끝이 연결되어 있다.

## 배경

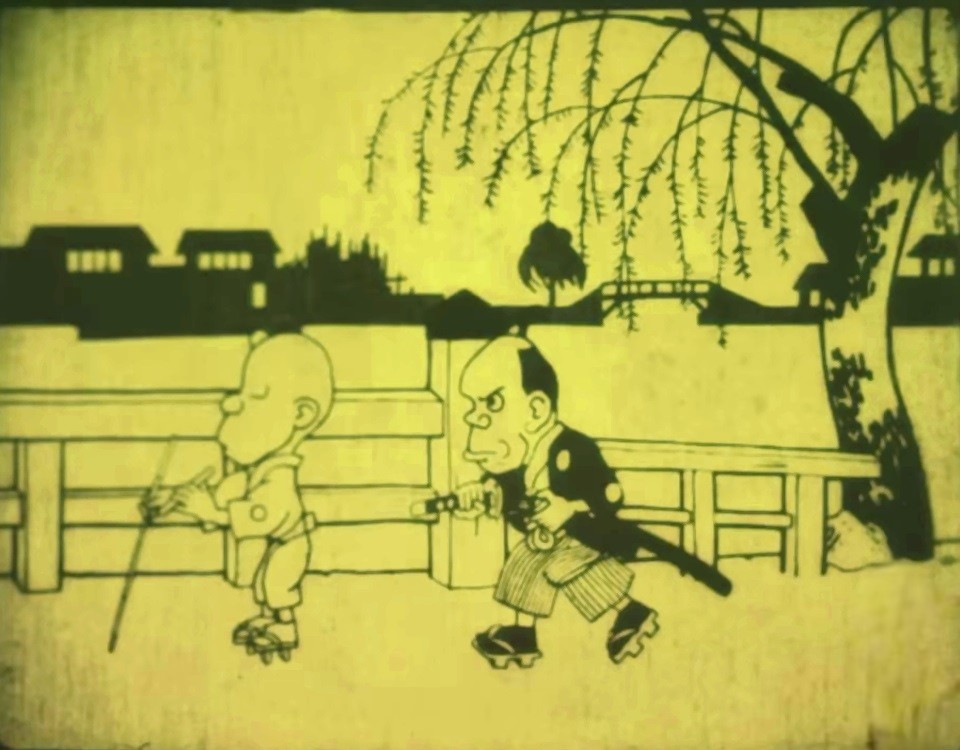
고우나이 준이치의 《하나와 홋코우치 명도지권》과 같은 애니메이션 작품은, 일본에서 1917년에 극장 상영이 시작되었다.

회전 그림 등에 사용되던 초기 인쇄 애니메이션 필름은, 투사용 애니메이션 필름에 앞서 존재하였다. 독일의 완구 제조업체인 빙(Bing)은 1898년 뉘른베르크에서 개최된 완구 박람회에 시네마토그라프를 출품하였고, 곧 다른 완구업체들도 유사한 장난감을 판매하기 시작하였다. 이러한 완구용 실사 필름 제작은 제작비가 많이 들었기 때문에, 빠르면 1898년경부터는 완구용 애니메이션 필름이 판매되기 시작하였으며, 그중에는 반복 재생을 위해 필름 양끝이 연결된 것도 있었다.
일본에서는 독일제 이러한 장치를 수입한 이가 늦어도 1904년경에는 존재하였으며, 그 장치에 사용된 필름에는 애니메이션 루프가 포함되어 있었던 것으로 보인다.
투사용 필름 기술이 서양에서 일본으로 전래된 것은 1896년에서 1897년 사이였다. 초기 일본 극장에서 상영된 것은 외국 영화였으며, 상영이 확인된 작품 중 하나로는 1912년 4월 15일 도쿄에서 상영된 에밀 콜(Émile Cohl)의 《니팔의 변형》 등이 있다. 시모카와 홋텐, 키타야마 세이타로, 코우나이 준이치 등의 작품은 1917년에 일본 최초의 애니메이션 영화로서 극장에서 공개되었다.
이들 필름은 한때 자취를 감추었으나, 가정용 핸드 프로젝터로 감상하기 위한 ‘완구 영화’ 버전으로 다시 발견되었다. 현재까지 재발견된 가장 오래된 작품으로는, 1917년 공개된 《하나와 홋코우치 명도지권》을 《무딘 칼》이라는 제목으로 가정용 필름으로 만든 것이 있다.

## 재발견
2004년 12월 오사카예술대학에서 도상학을 연구하고 있던 마쓰모토 나츠키는 교토의 고물상으로부터 연락을 받았다. 고물상은 교토의 옛 가문으로부터 필름과 영사기 컬렉션을 입수하였으며, 마쓰모토는 이듬달에 이를 구입하였다. 해당 컬렉션은 서양제 프로젝터 3대와 35mm 필름 11개, 환등기용 슬라이드 13장을 포함하고 있었다.
마쓰모토는 그 컬렉션 속에서 상태가 좋지 않은 《활동사진》을 발견하였다. 컬렉션에는 3편의 서양 애니메이션 필름도 포함되어 있었으며, 《활동사진》은 독일 등 서양 애니메이션을 모방하여 제작된 것으로 여겨진다. 프로젝터가 제작된 시기 등을 근거로, 마쓰모토와 애니메이션사 연구가 쓰케나가 노부유키는 이 필름이 메이지 후기(明治後期)에 만들어진 것이라 추정하였다. 역사학자 프레데릭 S. 리튼은 제작 연도가 1905년 이전이나 1912년 이후일 가능성은 낮으며, 1907년경일 것이라 추정하였다.
당시 일본 국내에는 영화관이 드물었으며, 《활동사진》은 가정용 프로젝터에서 사용하기 위해 부유층을 대상으로 판매된 대량생산품임을 증거가 시사하고 있다. 제작자는 알려져 있지 않으며, 마쓰모토는 인쇄 기술과 품질이 비교적 낮은 점을 들어 작은 기업에서 제작했을 가능성이 있다고 보고 있다.
이 재발견은 일본 미디어에 큰 파장을 일으켰다. 추정되는 제작 연도가 맞는다면, 이 필름은 에밀 콜, 미국의 윈저 맥케이, J. 스튜어트 블랙턴과 동시대이거나 그 이전 작품에 해당한다. 아사히 신문은 "메이지 시대 애니메이션이 발견된 중요성을 인정하면서도, 《활동사진》을 애니메이션이라고 부를 수 있는지에 대해서는 의문이 있다"라고 언급하며, 일본 애니메이션 계보에서의 위치에 대해서는 유보적인 입장을 취하였다.

## 같이 보기
- 무성 영화